# Makana Baku
Makana Nsimba „Rudi“ Baku (* 8. April 1998 in Mainz) ist ein deutsch-kongolesischer Fußballspieler. Der Rechtsaußen steht seit 2024 in Griechenland bei Atromitos Athen unter Vertrag.

## Karriere

### Verein
Baku gehörte ab 2007 zur Jugendabteilung des 1. FSV Mainz 05. Dort spielte er bis Sommer 2015, bevor ihn sein Weg für eine Saison zur U19 des Stadtteilvereins SV Gonsenheim führte. Dort kam er im Frühjahr 2016 auch zu sieben Einsätzen als Einwechselspieler für die erste Mannschaft in der fünftklassigen Oberliga Rheinland-Pfalz/Saar. In deren letztem Saisonspiel, einem Heimspiel gegen die SpVgg Burgbrohl, erzielte er dabei das Tor zum 5:3-Endstand. Im Sommer 2016 kam er zurück zum 1. FSV Mainz 05 und bestritt dort mit der U19 in der A-Junioren-Bundesliga 25 Spiele, erzielte dabei vier Tore und belegte am Saisonende mit seiner Mannschaft den dritten Tabellenplatz. Im Sommer 2017 unterschrieb er einen Zweijahresvertrag bei der SG Sonnenhof Großaspach in der 3. Liga. Sein Drittliga-Debüt gab er am 1. August 2017, dem 3. Spieltag, gegen den FSV Zwickau, als er in der Schlussphase des Spiels eingewechselt wurde.
Im Dezember 2018 verlängerte sich seine Vertragslaufzeit nach dem Spiel gegen den Karlsruher SC bis 2020; trotzdem wechselte der Flügelstürmer zur Zweitligasaison 2019/20 zu Holstein Kiel. Sein Debüt gab er am 27. Juli 2019 bei einem Kurzeinsatz gegen den SV Sandhausen.
Im Januar 2021 wurde er nach Polen zu Warta Posen verliehen. Anschließend wechselte er im Sommer 2021 in die Türkei zu Göztepe Izmir, bei denen er einen bis 2024 laufenden Vertrag unterschrieb. Zur Saison 2022/23 wurde er von Legia Warschau verpflichtet und gewann dort den nationalen Pokal sowie den Superpokal. Nach einer Leihe zu OFI Kreta blieb er dann 2024 in Griechenland und wechselte fest zu Atromitos Athen.

### Nationalmannschaft
Für die Testspiele der deutschen U20-Auswahl gegen Italien am 15. und England am 19. November 2018 wurde Baku von Trainer Meikel Schönweitz nominiert und jeweils eingewechselt. Im September und Oktober 2019 absolvierte er zudem drei Spiele in der U21-Nationalmannschaft unter Stefan Kuntz.

## Erfolge
- Polnischer Pokalsieger: 2023
- Polnischer Superpokalsieger: 2023

## Privates
Bakus Familie zog 1992 aus Zaire (heute Demokratische Republik Kongo) nach Deutschland. Sein Zwillingsbruder Ridle ist ebenfalls Fußballspieler und spielt seit 2020 beim Bundesligisten VfL Wolfsburg. Sein älterer Bruder Kokolo, genannt Dali, (* 1993) spielte in der Jugend u. a. beim SV Darmstadt 98, bei dem er mit 17 Jahren einige Male mit den Profis trainierte, und beim FSV Frankfurt.